# The Theosophist
«The Theosophist» (англ. Theosophist — «Теософ»), — международный теософский журнал на английском языке. Издаётся с 1879 года в Индии, в штате Тамил-Наду теософским обществом «Адьяр». 
Статьи в журнале отражают взгляды и идеи известных теософов. 
Колонка Президента Общества под типовым названием «На сторожевой башне» сосредотачивается на важнейших мировых явлениях с теософской точки зрения.
Девиз журнала: Нет религии выше истины.

## История издания
Журнал начал выходить в 1879 году под личным руководством Елены Петровны Блаватской в Бомбее (совр. Мумбаи), и ставил своей целью распространение теософских идей среди максимально широкой аудитории.
После перенесения штаб-квартиры Теософского общества во главе с основателями в 1882 году из Бомбея в Адьяр, редакционный комитет последовал за руководством общества.
Журнал выпускает статьи по восточной философии, по широкому спектру религиозных верований и практик, по искусству, литературе, музыке, медицине и (что следует из названия) по оккультизму и теософии.

## Подписка
Журнал не содержит рекламы, финансируется за счёт подписки и, прежде всего, на средства теософского общества «Адьяр», которые в свою очередь поступают как добровольные пожертвования со всего мира. Печатная продукция теософского общества «Адьяр» распространяется исключительно через теософический издательский дом. Журнал не поступает в продажу в газетные киоски или табачные лавки.
По подписке «Теософ» доставляется в несколько европейских стран. 
Известные деятели культуры были подписчиками журнала. Сохранилось письмо философа  Владимира Соловьёва от 2 ноября 1882 года. Письмо адресовано русскому писателю А. Н. Аксакову (1832 — 1893), и в нём Соловьёв, ссылаясь на "страннический образ жизни" и недостаток средств, просит через посредника исключить его из числа подписчиков.
В сети размещён список всех названий статей, заметок и писем, которые публиковал журнал за 135 лет его существования, с 1879 по 2014 год. 
Содержание на английском языке, темы (помимо очевидной и сквозной — теософии) самые разнообразные.

## Журнал сегодня
Главным редактором, традиционно, начиная с редакторства Е. Блаватской, по совместительству является Президент Теософского общества. 
До 2013 года редактор — Радха Бернье.
Публикуется ежемесячно, без перерывов, с 1879 года до нынешнего времени.
В настоящее время журнал «Теософ» — официальный орган теософского общества «Адьяр».
Нынешний Президент Теософского общества «Адьяр» — Тим Бойд.

## The Theosophist в сети
- Последние номера журнала в формате PDF
- Архив журнала «Теософ» (выборочно) с 1879-го по 2009 год.
- Номера за 1879—1880 гг., выпущенные под редакцией Е. Блаватской в Бомбее.
- Номера за 1880—1893 гг.